# Patrick Casey
Patrick "Pat" Casey, född 19 december 1978 i Minnesota, är en amerikansk skribent, skådespelare, regissör och författare, som oftast brukar samarbeta tillsammans med Worm Miller. Han är bland annat känd för att skriva manus till de två (snart tre) filmerna om Sonic the Hedgehog med mera.

## Filmografi (i urval)

### Filmer
- 2003 – National Lampoon Presents Dorm Daze
- 2006 – National Lampoon's Dorm Daze 2
- 2020 – Sonic the Hedgehog
- 2022 – Sonic the Hedgehog 2
- 2022 – Violent Night
- 2024 – Sonic the Hedgehog 3

### TV-serier
- 2017 – Powerless (TV-serie)
- 2019 – Into the Dark (TV-serie)